# Liberación de Belgrado
La Liberación de Belgrado, también llamada Ofensiva de Belgrado (serbio: Beogradska ofenziva; serbio cirílico: Београдска операција; ruso: Белградская операция), fue una operación militar llevada a cabo entre el 14 de septiembre y el 24 de noviembre de 1944, en la que Belgrado fue liberada de la ocupación de la Wehrmacht alemana mediante una maniobra conjunta de los partisanos yugoslavos y el Ejército Rojo soviético. Ambas fuerzas desarrollaron operaciones separadas, pero coordinadas, que consiguieron su objetivo de desalojar a los alemanes de la zona de Belgrado.
En la ofensiva participaron el 1.º Grupo de Ejércitos de los partisanos yugoslavos por el oeste, el 3.º Frente Ucraniano (que incluía el 2.º Ejército Búlgaro), y elementos del 2.º Frente Ucraniano, por el norte, que llevaron a cabo una ofensiva contra el Grupo de Ejércitos E (Cuerpos Schneckenburger y Stern), que incluía efectivos serbios de la Quinta columna, chetniks y Guardia del Estado. El objetivo era destruir las fuerzas del Grupo E de la Wehrmacht en la región de Suva Planina, y las del Grupo F, al este del río Velika Morava, y en última instancia la liberación de Belgrado.
Un objetivo secundario de la ofensiva era cortar la línea de retirada del Grupo E alemán desde Grecia, Albania y las regiones del sur de Yugoslavia a través de Belgrado hacia Hungría, incluyendo el ferrocarril Salónica-Belgrado. La operación conllevó la liberación de gran parte de Serbia y el inicio del repliegue definitivo de los alemanes en los Balcanes.

## Contexto bélico

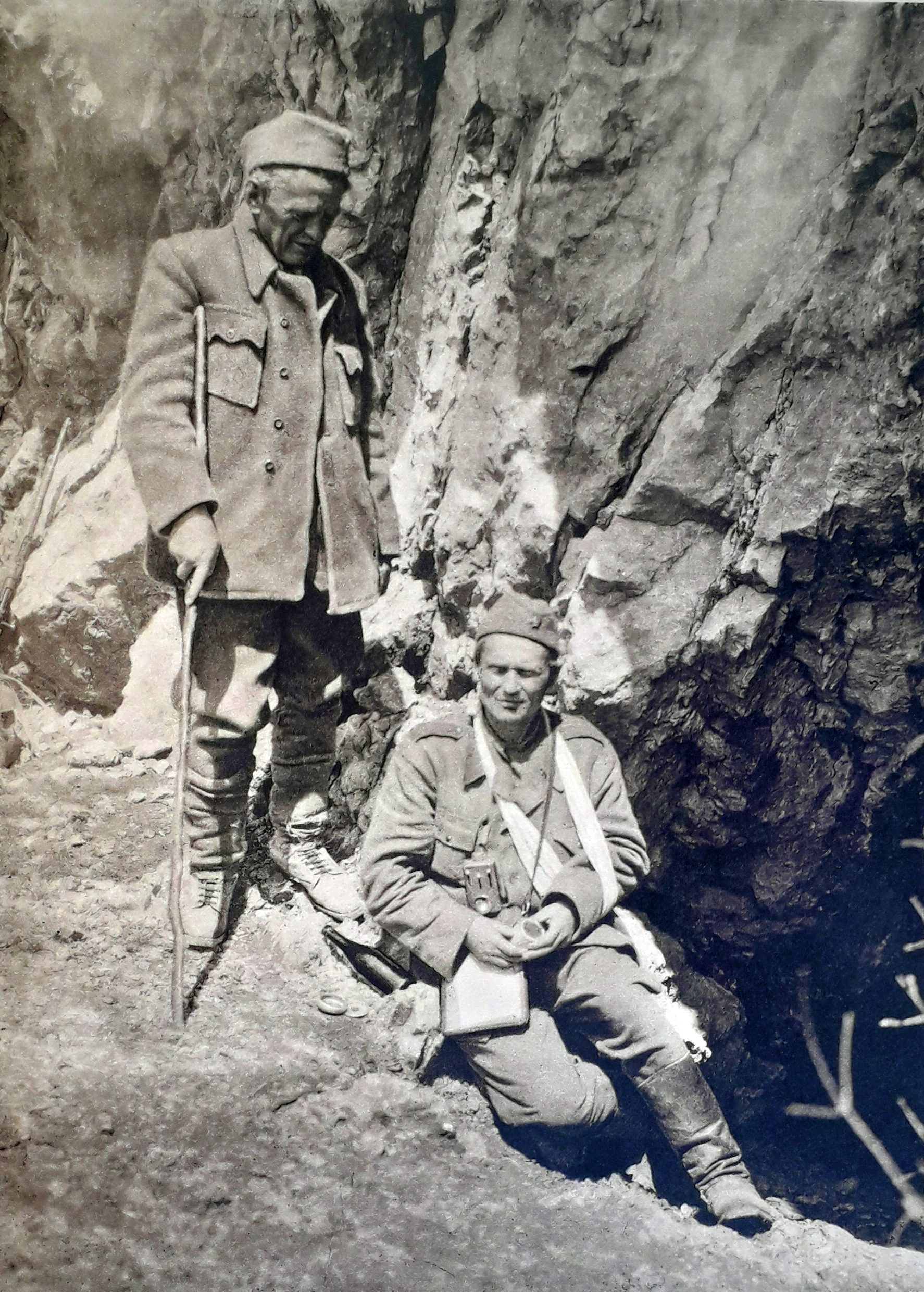
Tito (sentado) e Ivan Ribar, durante la batalla de Sutjeska de junio de 1943. La resistencia partisana junto al Sutjeska marcó un punto de inflexión en el frente yugoslavo.

Tras la invasión de Yugoslavia por parte de las Fuerzas del Eje en abril de 1941, fueron instauradas nuevas divisiones territoriales. La ciudad de Belgrado quedó como capital de la Serbia ocupada, bajo mando de un gobierno títere: el Gobierno de Salvación Nacional del general Milan Nedić.
Pronto surgieron en el país distintos movimientos de resistencia a la ocupación, siendo los Partisanos y los Chetniks quienes asumieron la lucha contra el ejército alemán que la llevaba a cabo, en un principio a través de emboscadas y provocando una guerra de guerrillas. A finales de 1942, los Chetniks (monárquicos que contaban con el apoyo del rey Pedro II) perdieron el favor de los aliados, debido a sus inciertos intereses y acercamiento a los nazis.
En 1943, el Frente Yugoslavo se había convertido ya en un importante foco de resistencia, y el Ejército Partisano, al mando de Josip Broz Tito había logrado importantes logros en las batallas de Neretva y Sutjeska. En otoño de 1943, los partisanos contaban con un ejército de unos trescientos mil hombres, organizados en veintisiete divisiones, y controlaban más de la mitad del territorio del antiguo Reino de Yugoslavia.
En la Conferencia de Teherán de finales de 1943, uno de los acuerdos firmados por Stalin, Roosevelt y Churchill (líderes de las principales potencias aliadas) fue el de cooperar con los partisanos «en la mayor medida posible en el abastecimiento material y en las operaciones de comandos».

## Planificación
A principios de septiembre de 1944, dos grupos del Ejército alemán se encontraban desplegados en los Balcanes (Yugoslavia, Grecia y Albania): el Grupo de Ejércitos E (zona sur de las operaciones), y el Grupo de Ejércitos F (zona norte de las operaciones). En respuesta a la derrota de las fuerzas alemanas en la 2.ª Ofensiva Jassy-Kishinev (que obligó a Bulgaria y Rumanía a cambiar de bando) y al avance de las tropas del Ejército Rojo en los Balcanes, el Grupo de Ejércitos E recibió la orden de replegarse a Hungría.
Como resultado del golpe de Estado búlgaro de 1944, el régimen monárquico/fascista del Reino de Bulgaria fue derrocado y reemplazado por un gobierno del Frente de la Patria dirigido por Kimon Georgiev. Una vez que el nuevo gobierno llegó al poder, Bulgaria firmó el armisticio con los Aliados, y declaró la guerra a la Alemania nazi. Este hecho resultaría muy importante en el desenlace del frente.
A finales de septiembre, el 3.º Frente Ucraniano del Ejército Rojo, bajo el mando del mariscal Fiódor Tolbujin se concentró en la frontera búlgara con la Yugoslavia ocupada. El 57.º Ejército Soviético estaba estacionado en el área de Vidin, Bulgaria; mientras que el 2.º Ejército Búlgaro (comandado por el general Kiril Stanchev y bajo el mando operativo del 3.º Frente Ucraniano) fue destinado al sur en la línea de ferrocarril de Niš y el cruce de fronteras de Bulgaria, Yugoslavia y Grecia. Estos movimientos facilitaron la llegada del 1.º Ejército Partisano desde territorio yugoslavo, con el fin de prestar apoyo a sus cuerpos 13.º y 14.º, colaborando en la liberación de Niš, primero, y dando soporte al avance sobre Belgrado del 57.º Ejército Soviético, después. El 46.º Ejército del 2.º Frente Ucraniano se desplegó en la zona del río Teregova, en Rumanía, con objeto de cortar la conexión ferroviaria entre Belgrado y Hungría al norte de Vršac.
Las operaciones previas fueron coordinadas entre los soviéticos y el comandante en jefe de los partisanos yugoslavos, el mariscal Tito. Tito llegó a la Rumanía controlada por los soviéticos el 21 de septiembre, y desde allí voló a Moscú, donde se entrevistó con Stalin. La reunión fue un éxito, entre otras cosas porque los dos aliados llegaron a un acuerdo sobre la participación de las tropas búlgaras en la operación que se llevaría a cabo en el territorio yugoslavo. Durante este encuentro, Tito concedió a los soviéticos la autorización para instalarse en el noroeste del país, con el compromiso de abandonarlo una vez finalizadas las operaciones.

## Desarrollo

Mapa de operaciones de la ofensiva (septiembre-noviembre de 1944). Como se puede observar, el objetivo principal de los movimientos soviéticos (rojo) fue garantizar el asalto a la ciudad y la ulterior Ofensiva de Budapest, mientras que las fuerzas búlgaras (verde) buscaron el corte de las líneas de retirada alemanas desde Grecia y facilitar el acceso de los partisanos desde el sur. Los partisanos (azul), con maniobras desde diferentes puntos del país, culminaron la operación, que dio inicio a la liberación del resto de territorio yugoslavo.

Antes del inicio de las operaciones terrestres, la 17.º Fuerza aérea soviética del 3.º Frente Ucraniano recibió la orden de impedir la retirada de las tropas alemanas de Grecia y las regiones del sur de Yugoslavia. Para ello, llevó a cabo ataques aéreos contra los puentes del ferrocarril y otras instalaciones importantes en las áreas de Niš, Skopie, y Kruševo desde el 15 hasta el 21 de septiembre.
Las operaciones comenzaron en el flanco sur del Frente, con la ofensiva del 2.º Ejército Búlgaro en el área de Leskovac-Niš, que casi inmediatamente enfrentó a la 7.ª División de Montaña SS Prinz Eugen, forzando su retirada. Dos días más tarde, el 1.º Ejército Partisano derrotó a una fuerza combinada de chetniks serbios y Guardias del Estado, ocupando Vlasotince. Utilizando su brigada blindada como punta de lanza, el contingente búlgaro tomó posiciones alemanas el 8 de octubre en Bela Palanka, enlazando con los partisanos en Vlasotince dos días después. El 12 de octubre, la Brigada Blindada, con el apoyo de la 15.ª Brigada de la 47.ª División de partisanos, consiguió tomar Leskovac, con el batallón de reconocimiento de Bulgaria cruzando el Morava y en misión de exploración hacia Niš. El objetivo de esta operación era no tanto perseguir los restos de la División «Prinz Eugen» en su retirada hacia el noroeste, sino comenzar la liberación de Kosovo, que habría de cortar finalmente la ruta hacia el norte del Grupo E en su retirada de Grecia. El 17 de octubre las principales unidades del Ejército búlgaro llegaron a Kuršumlija, continuando hacia Kuršumlijska Banja. El 5 de noviembre, después de lograr el paso de Prepolac con fuertes pérdidas, la brigada ocupó Podujevo, pero no pudo alcanzar Priština hasta el 21.
El 57.º Ejército Soviético comenzó su ataque el 28 de septiembre en la región de Vidin, en Bulgaria, con dirección hacia Belgrado. Su 64.ª División de Infantería avanzó por la zona sur de Vidin para asegurar el cruce del río Morava en Paraćin, mientras que la 68.ª División lo hizo hacia Mladenovac, uniéndose con el 14.º Cuerpo de Partisanos. La historiografía sobre la operación destaca que el comandante soviético, Vladimir Zhdanov se vio sorprendido por el potencial del contingente yugoslavo, de cuya magnitud no había sido bien informado. Esta unión resultaría muy beneficiosa para los intereses aliados, al conjuntar el poder de la artillería soviética con la infantería y conocimiento del terreno de los partisanos.
La 75.ª División, avanzó hacia Turnu-Severin (Rumanía), cubriendo el flanco norte del ejército que avanzaba hacia Požarevac. El 57.º Ejército soviético contó con el apoyo de la Flotilla Militar del Danubio, que operó a lo largo del Danubio en el flanco norte del frente, proporcionando transporte fluvial a las tropas y equipos militares. El 14.º Cuerpo de Partisanos (con el apoyo de la 17.º Fuerza aérea de la Unión Soviética) rompió las defensas enemigas en las montañas del este de Serbia, con intensos combates. El 8 de octubre los yugoslavos avanzaron hasta el Gran Morava, capturando dos cabezas de puente en Velika Plana y Smederevska Palanka, donde entró el 12 de octubre el 4.º Cuerpo Mecanizado del Ejército Rojo, que se había trasladado desde el sudeste de Bulgaria para iniciar la ofensiva hacia Belgrado desde el sur. Mientras tanto, la ofensiva fue continuada por los partisanos de la 1.ª División Proletaria y la 12.ª División de Eslavonia, que aseguraron cabezas de puente sobre el río Sava, al oeste de Belgrado.
En el flanco norte de la ofensiva, el 2.º Frente Ucraniano soviético dio cobertura al 57.º Ejército Soviético en su intento de flanquear las posiciones defensivas de los alemanes al norte de Belgrado, cortando sus líneas de suministro por ferrocarril y a lo largo del Tisza. Apoyado por la 5.º Fuerza aérea, su 10.º Cuerpo de Infantería fue capaz de cruzar los ríos Tamis y Tisza, al norte de Pančevo para controlar el ferrocarril Belgrado-Novi Sad. Más al norte, el 31.º Cuerpo de Infantería del Ejército Rojo avanzó hacia Petrovgrad, y el 37.º Cuerpo cruzó el Tisza para controlar el tramo de ferrocarril entre Novi Sad y Subotica, preparando la Ofensiva de Budapest.

## Asalto a Belgrado
A finales de septiembre, el 2.º Ejército Panzer estacionado en la zona, sin posibilidades de iniciar un contraataque, retiró sus unidades hacia el oeste, con dirección a Croacia. El día 27, el mariscal von Weichs ordenó la participación de todos los residentes en la construcción de fortificaciones. Sin embargo, ante el peligro de ser cercados, desplazó el puesto de mando hacia el noroeste de la ciudad, y posteriormente a Vukovar, en la Croacia ocupada.
El 4 de octubre, con el Ejército Rojo y los Partisanos a las puertas de Belgrado, el Gobierno de Salvación Nacional fue disuelto, y el 6 de octubre el General Nedić huyó a Kitzbühel, en la Austria ocupada, donde recibió protección. La defensa de la ciudad estaba ya entonces en manos de las fuerzas alemanas. Durante los Juicios de Núremberg se probó que éstas habían recibido órdenes de iniciar su destrucción sistemática y el asesinato del mayor número de habitantes, pero el rápido avance de partisanos y soviéticos evitó que el plan fuera completado.
El 4.º Cuerpo de la Guardia Mecanizada del Ejército Rojo y el 12.º Cuerpo de Partisanos rompieron el 12 de octubre la resistencia enemiga al sur de la ciudad, acercándose a sus inmediaciones el 14 de octubre. Los yugoslavos avanzaron a lo largo de las carreteras en dirección a Belgrado al sur del río Sava, mientras que el Ejército Rojo participó en los combates del flanco norte de la capital serbia. El desalojo de la ciudad se realizó mediante combates urbanos librados en los principales edificios de la ciudad, donde los alemanes se habían hecho fuertes. El principal bastión de resistencia se estableció en la fortaleza de Kalemegdan, que se rindió tras sangrientos combates. El asalto final a la ciudad se retrasó debido a la desviación de las fuerzas para eliminar la resistencia de miles de soldados enemigos, rodeados entre Belgrado y Smederevo (al sureste). El 20 de octubre, Belgrado había sido completamente liberada por las fuerzas conjuntas yugoslavas y soviéticas.

## Consecuencias

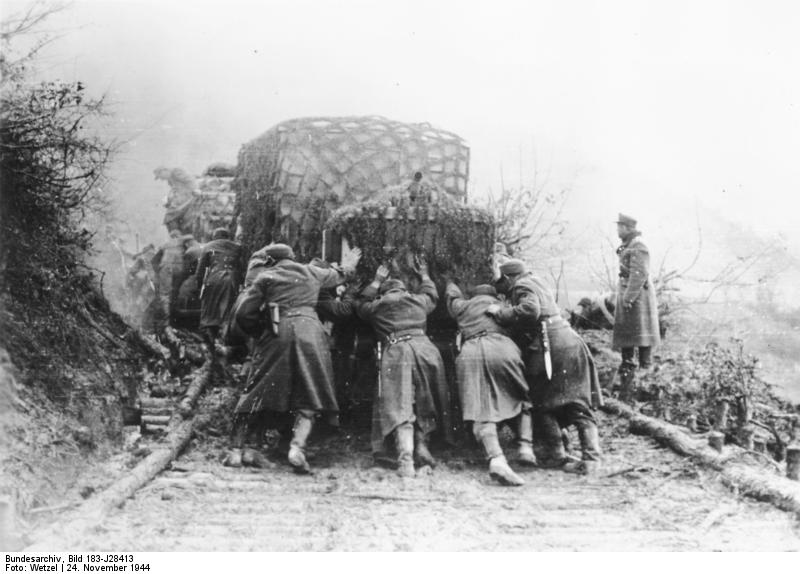
La liberación de Belgrado dio paso a la ofensiva definitiva desarrollada por los partisanos para liberar el resto de Yugoslavia. En la imagen del Bundesarchiv, tomada el 24 de noviembre de 1944, tropas de la Wehrmacht durante su retirada en las inmediaciones de Višegrad, al este de Bosnia.

La capitulación de Belgrado trajo consigo una serie de acontecimientos que precipitaron la retirada alemana de los Balcanes.
El 13.º Cuerpo de Partisanos, en colaboración con el 2.º Ejército Búlgaro, avanzó desde el sureste. Ellos fueron los responsables del área de Niš y Leskovac. Estas fuerzas también fueron responsables de cortar la principal ruta de evacuación del Grupo E del ejército alemán, a lo largo de los ríos Velika Morava y Južna Morava. El Grupo E se vio entonces obligado a retirarse a través de las montañas de Montenegro y Bosnia, y fue incapaz de reforzar a las fuerzas alemanas en Hungría. Por su parte, el 3.º Frente Ucraniano irrumpió en Kraljevo y finalmente cortaron la carretera de Tesalónica a Belgrado. Unidades de partisanos, junto con el décimo Cuerpo de Infantería soviético (2.º Frente Ucraniano), desplazándose a través del Danubio, desarrollaron una mayor ofensiva desde el noreste contra las últimas posiciones de la Wehrmacht en Belgrado. Se despejó la margen izquierda del Tisza y el Danubio, liberando también las ciudades de Pančevo y Novi Sad.
Los ejércitos E y F se dirigieron después hacia el noroeste, manteniendo abierta una ruta secundaria para evacuar sus últimas fuerzas de Macedonia, Albania y Montenegro. Las últimas unidades de la Wehrmacht en los Balcanes iniciarían su repliegue definitivo.
Tras la ofensiva de Belgrado, los partisanos continuaron la liberación de Yugoslavia, y para final del año, la mitad occidental del país (Serbia, Macedonia, Montenegro y Dalmacia) había sido liberada completamente. En abril de 1945, se produjo la liberación de Sarajevo, y Croacia y Eslovenia el mes siguiente.

## Conmemoraciones

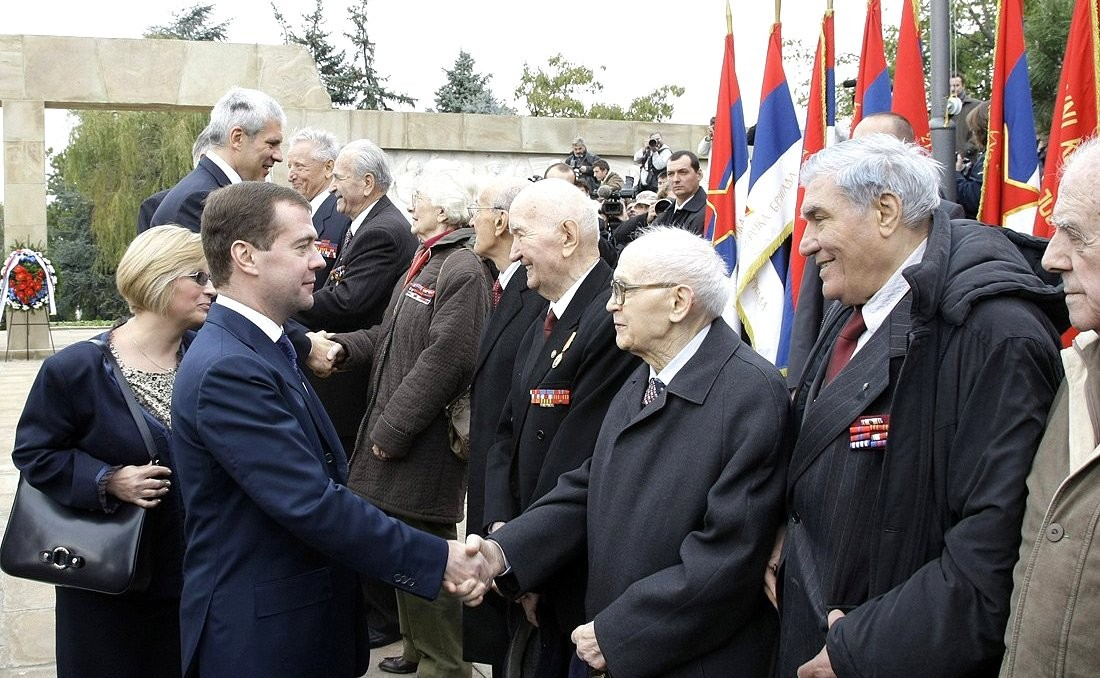
El presidente de Serbia, Boris Tadić (al fondo) y el de Rusia, Dmitri Medvédev, saludan a veteranos serbios de la Segunda Guerra Mundial junto al Monumento a los Libertadores de Belgrado y el Monumento a los soldados soviéticos. 20 de octubre de 2009, 64 aniversario de la liberación.

La liberación de Belgrado es un hecho de gran importancia en la historia de la ciudad, por lo que son numerosos los monumentos y homenajes en recuerdo de la operación. Asimismo, cada 20 de octubre se conmemora en la ciudad el aniversario del hecho. Precisamente, una expedición de veteranos soviéticos que se desplazaba a Belgrado para la celebración del 20.º aniversario, falleció en un accidente de avión acaecido el 19 de octubre de 1964 en el Monte Avala. Entre los fallecidos se encontraban Vladimir Zhdanov, general del Ejército Rojo que participó en la liberación de Belgrado y Serguéi Biriuzov, jefe de Estado Mayor del ejército soviético. En el lugar del accidente se ubicó el Monumento a los veteranos de guerra soviéticos, obra del escultor serbio Jovan Kratohvil.
Tras la guerra, algunas calles de la ciudad fueron nombradas en honor de oficiales y soldados soviéticos que participaron en la liberación, pero tras la disolución de Yugoslavia estos nombres fueron retirados de la nomenclatura belgradense. En 2010, con motivo del 65 aniversario de la liberación, las autoridades de la ciudad se comprometieron a restaurar los nombres retirados en los años 1990.
Por su parte, el Presídium del Sóviet Supremo de la URSS estableció mediante decreto el 19 de junio de 1945, la Medalla por la Liberación de Belgrado, una condecoración que les fue otorgada a cerca de 70 000 integrantes del ejército soviético que participaron en la operación. En 1994, el Banco Central de Rusia emitió monedas conmemorativas del acontecimiento.

## Fuerzas aliadas
Las composición de las fuerzas participantes en la ofensiva de Belgrado por parte del contingente aliado fue la siguiente:

### Partisanos yugoslavos
1.º Grupo de Ejércitos (General - teniente coronel Peko Dapčević)
- 1.ª División Proletaria
- 6.ª División Proletaria
- 5.ª División de Asalto
- 21.ª División de Asalto

12.º Cuerpo de ejércitos (General - teniente coronel Danilo Lekić)
- 11.ª División de Asalto
- 16.ª División de Asalto
- 28.ª División de Asalto
- 36.ª División de Asalto

### Ejército Rojo
3.º Frente Ucraniano

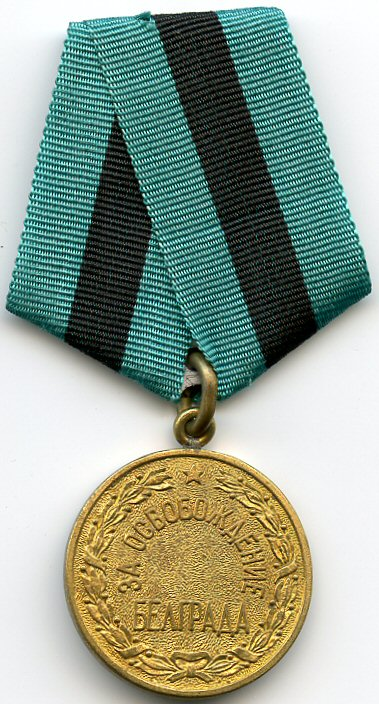
La Medalla por la Liberación de Belgrado, concedida a militares del Ejército soviético, la Marina, el Ministerio de Asuntos Internos (MVD) y miembros del Comité para la Seguridad del Estado (KGB) que participaron en la liberación de Belgrado. En total fueron concedidas unas 70 000 condecoraciones.

- 4.º Cuerpo de Guardia Mecanizado (Teniente General Vladimir Ivanovich Zhdanov)

- 13.ª Brigada de Guardia Mecanizada
- 14.ª Brigada de Guardia Mecanizada
- 15.ª Brigada de Guardia Mecanizada
- 36.ª Brigada de Guardia de Tanques
- 292.º Regimiento de Artillería Autopropulsada

- 352.º Regimiento de Artillería Pesada Autopropulsada
- 5.ª Brigada de Infantería de Guardia
- 23.ª Brigada de Artillería de Obuses
- 42.ª Brigada de Artillería Antitanque
- 22.ª División de Artillería Antiaérea

- 57.º Ejército

- 75.º Cuerpo de Rifles

- 223.ª División de Rifles
- 236.ª División de Rifles

- 68.º Cuerpo de Rifles

- 73.ª División de Guardias de Rifles

Flotilla Militar del Danubio
- Brigada Blindada de Barcos
  - 1.ª División Blindada de Barcos
  - 4.ª División Blindada de Barcos
- Fuerza de Vigilancia Costera

17.º Fuerza aérea de la Unión Soviética
- 10.º Cuerpo de Asalto Aéreo
  - 295.ª División de Cazas
  - 306.ª División de Asalto Aéreo
  - 136.ª División de Asalto Aéreo
  - 10.ª División de Asalto Aéreo de Guardia
  - 236.ª División de Cazas
  - 288.ª División de Cazas

### Ejército Búlgaro
2.º Ejército Búlgaro (General Kiril Stanchev)
- Brigada Blindada
- 8.ª División de Infantería
- 4.ª División de Infantería
- 6.ª División de Infantería
- 12.ª División de Infantería
- 24.ª División de Infantería (restos)
- 26.ª División de Infantería (restos)
- 1.º Destacamento de Cañones de Asalto

1.º Ejército Búlgaro
- 1.ª División de Infantería de Guardia
- 2.ª División de Infantería de Guardia
- 2.ª División de Caballería
- 1.ª División de Infantería
- 2.ª División de Infantería
- 10.ª División de Infantería
- 14.ª División de Infantería
- 29.ª División de Infantería
- 2.º Destacamento de Cañones de Asalto